# کیران رائو
کیران رائو (انگلیسی: Kiran Rao؛ زادهٔ ۷ نوامبر ۱۹۷۳)، کارگردان، تهیه‌کننده و فیلم‌نامه‌نویس اهل هند است. او همسر سابق ستارهٔ بالیوود، امیر خان و از افراد کلیدی کمپانی فیلم‌سازی امیر خان پروداکشن است.
او در فیلم خواسته دل بازی کرده‌است.